# Socom: U.S. Navy Seals Fireteam Bravo 3
SOCOM: U.S. Navy Seals Fireteam Bravo 3 är ett taktiskt tredjepersonsskjutspel från 2010 till Playstation Portable. Spelet är utvecklat av Slant Six Games, och gavs ut av Sony Computer Entertainment. Spelaren tar rollen som Calvin "WRAITH" Hopper som är truppledare för en grupp av Navy SEALs. Han leder sin grupp i en hemlig operation i det fiktiva landet Koratvien för att spåra upp och förhöra en man vid namn Vasyli Gozorov, en före detta agent för KGP som tros dölja information om en kommande attack mot västerländska intressen med massförstörelsevapen.

## Gameplay
Som gruppledare kan spelaren utfärda en rad olika kommandon om förflyttning, positioner och stridstaktik till sina gruppmedlemmar. WRAITH:s team består av tre man, TORO som är en ny medlem i gruppen och som har precis avslutat sin militärutbildning, SANDMAN som var hans tidigare gruppchef, och RAVEN. Spelet har 8 uppdrag och som utspelar sig i det påhittade landet Koratvien som ligger någonstans i Baltikum vid Östersjön och som var en gång en del av Sovjetunionen.
När man har fullbordat ett helt uppdrag kan man spela om uppdraget, skapa ett nytt uppdrag från grunden eller redigera olika uppdragsinställningar som fiendetyp, fiendetäthet, sololäge, granatanvändning eller svårighetsgrad. Det finns tre olika uppdragsmål i redigerat uppdrag: Demolering, Neutralisering och Slå ut. Dessa tre uppdragsmål kan man spela i samtliga uppdrag i spelet.
När man klarar av primära mål, sekundära mål och bonusmål i varje uppdrag så tjänar man ledningspoäng. Man vinner också ledningspoäng i flerspelarläget och i redigerade uppdrag. Med ledningspoäng kan spelaren låsa upp nya vapen och specialutrustning i spelets vapenkasern. Inför varje uppdrag i spelet kan spelaren välja ett primärt och sekundärt vapen samt tillbehör som sprängmedel, granater och extra ammunition i vapenkasernen. Man kan även modifiera vapnen med kikarsikte, lasersikte, granatkastare, hagelgevär, handtag o.s.v. Spelaren kan också välja och modifiera de vapen som gruppmedlemmarna skall ha. Spelet har så gott som 70 vapen att välja på.

## Handling
Efter att gruppen har genomgått en hinderbana i en amerikansk militärkryssare i Östersjön infiltrerar WRAITH och hans grupp till Gozorovs kontor i en by i norra Koratvien. Gruppen finner en vapengömma med kulsprutepistoler och blir sedan attackerade av Gozorovs män. Gruppen avvärjer attacken och finner sedan en skadad soldat. Gruppen förhör den skadade soldaten, som berättar att han är en soldat från Koratviens revolutionära armé (KRA) och avslöjar deras militärbas. Gruppen beger sig till en KRA-utpost i staden Koslovosk för att leta efter information om KRA:s planer. De finner ett lager av ytterligare vapengömmor och en gisslan som identifierar sig själv som DeBruyn, en medlem av det privatmilitära företaget Talon International och han avslöjar för gruppen att KRA försöker att eliminera samtliga medlemmar av Talon International i landet på grund av något som hans chef sade, vilket han inte visste.
DeBryan avslöjar att hans chef var en man vid namn Rawlins och som sägs vara i Talon Internationals huvudkontor i en hamn på en ö inte långt ifrån Koratvien. Efter att ha besegrat hamnens vakter upptäcker gruppen att Rawlins avslöjar sig själv som LONESTAR, en före detta soldat av SEAL och som en gång arbetade med SANDMAN. WRAITH frågade om varför KRA-soldaterna försökte eliminera medlemmarna av Talon International. LONESTAR berättade att han upptäckte en sorts kemiskt massförstörelsevapen som hans firma fick i uppdrag att transportera. Han avslöjade det för firman och de beslöt att avböja uppdraget, och KRA blir då tvungna att döda dem för att behålla de kemiska vapnen som en hemlighet. LONESTAR avslöjar för gruppen att de kemiska vapnen finns i en gammal nedlagd missilbas i norra Koratvien. Gruppen beger sig till missilbasen, med syftet att förstöra vapnen. De går in till huvudbyggnaden där tunnorna till de kemiska vapnen låg och TORO bekräftade att dessa innehöll cyclosarin, ett extremt giftigt ämne som används till kemiska vapen. Man separerade dessa till binärt format, vilket gjorde det enklare för gruppen att förstöra. Gruppen råkar sedan i bakhåll av KRA och TORO blir tillfångatagen av dem.
I en skidort i sydöstra Koratvien befriar gruppen TORO, men under deras flykt blir LONESTAR dödad av en prickskytt. Gruppen beslutar att hämnas på LONESTAR och de saboterar KRA:s kommunikationsstation i södra Koratvien och stänger av all kommunikation i hela landet. Sedan lokaliserar gruppen Gozorov, som gömmer sig i en gammal Preussisk herrgård. Gruppen dödar Gozorovs livvakter, förstör en stridshelikopter och får till slut tag på Gozorov, men när han vägrade ge upp tvingas de ta död på honom. De får dessutom reda på att KRA planerar att ansätta Koratviens president och ta livet av honom. Gruppen beger sig till staden Koslovosk, stoppar KRA:s angrepp och räddar presidenten. De har lyckats att stoppa KRA och deras kärnvapenkrig, och gruppen kan till slut bege sig hem igen.